# Die Matie
 Die Matie (Nederlands: Het maatje) is de studentenkrant van Zuid-Afrikaanse Universiteit Stellenbosch. Die Matie is opgericht in 1941 en verschijnt elke twee weken tijdens het academiejaar. De redactionele inhoud bestaat uit secties over nieuws, studentenleven, sport, kunst, amusement, actualiteit en nieuws van andere campussen. De gehele productie van Die Matie - foto's, artikelen en advertenties naar de paginaopmaak en distributie - wordt beheerd door een redactie, die in zijn geheel bestaat uit studenten.
De taal van de studentenkrant was veelal Afrikaans, maar tegenwoordig verschijnen er ook steeds meer artikelen in het Engels.

## Geschiedenis
Die Matie heeft een bewogen geschiedenis. Van haar oprichting in 1941 tot 1994 heeft zij constant een ander (politiek) geluid laten horen dan de heersende orde.

### Een fascistisch blad
Op 1 augustus 1941 werd de eerste uitgave van Die Matie gepubliceerd in Stellenbosch en werd uitgegeven door de nationalistische Afrikaans-Nasionale Studentebond (ANS). De eerste jaren van het blad - tijdens de Tweede Wereldoorlog - heeft de krant een bedenkelijke reputatie, want deze staat uiterst kritisch tegenover de pogingen van de Geallieerden, terwijl de Unie van Zuid-Afrika op dat moment ook deel uitmaakte van de Geallieerde zijde. Ook werd zij ernstig bekritiseerd voor haar openlijke steun aan de fascistische Ossewabrandwag, dit terwijl de jaren van strenge apartheid pas in 1948 zouden beginnen. 
Al in 1942 komen studenten van de universiteit massaal in opstand tegen Die Matie, met als gevolg een motie tot verbanning van Die Matie. Echter de Kanselier van de universiteit Daniel François Malan - de latere architect van apartheid - voert de motie niet uit. Verzet van de studenten tegen het blad blijft. Als laatste stuiptrekking spreekt het blad in haar laatste uitgave op 21 oktober 1946 "absolute walging" uit over de doodvonnissen van nazikopstukken in het proces van Neurenberg. 
Kort hierop wordt het blad ontbonden.

### Een studentenblad
Op 9 oktober 1947 verschijnt Die Matie - in een nieuwe uitgave reeks - weer, maar nu onder bescherming van de Studenteraad (SR) van de universiteit en al snel blijkt dat het blad haar verleden achter zich heeft gelaten. Dit komt mede doordat het blad nu wordt gemaakt door de studenten zelf. Nadat in 1948 de Nasionale Party de verkiezingen wint in Zuid-Afrika blijkt dat Die Matie weer een afwijkend politiek standpunt laat horen. Ditmaal totaal anders dan voorheen.

##### Opvallende publicaties
De onderstaande publicaties en meningen veroorzaakten telkens een golf van kritiek van buitenaf.
- 1949: Die Matie waarschuwt voor de gevaren en kosten van apartheid in een anti-apartheidsartikel. En classificeert de nieuwe apartheidspolitiek van Daniel François Malan en Hendrik Verwoerd als onzinnig.
- jaren '50: Die Matie wijst op de noodzaak van contact met anders gekleurde mensen.
- 1960: Na het Bloedbad van Sharpeville roept Die Matie opnieuw op tot interraciale contacten.
- 1975: Volgens Die Matie is het Afrikaner-nationalisme "besig om in ’n rassistiese nasionalisme te ontaard."
- 1983: Na protesten van Die Matie trekt de Studenteraad zich terug uit de Afrikaanse Studentebond, welke te conservatief zouden zijn.
- 1986: Die Matie roept op tot vrijlating van Nelson Mandela.
- 2010: Die Matie plaatst op haar voorblad een openingsfoto met daarop twee zoenende mannen naar aanleiding van haar eigen festival Soen in die Laan.

## Distributie
Thans worden er zo'n 8.000 exemplaren van de krant verdeeld over de hoofdcampus in Stellenbosch, evenals op de drie andere campussen, de medische campus in Tygerberg, militaire campus in Saldanhabaai en de business school van de universiteit in Bellville. Die Matie heeft een geschat lezerspubliek van 16.000 studenten, medewerkers en inwoners van Stellenbosch. Die Matie verschijnt om de twee weken op woensdag van de academische term, die ook binnen de komende 24 uur verschijnt op hun webpagina.

## Structuur
Elke editie van Die Matie wordt (intern) een redactielid verkozen om de verantwoordelijkheid te hebben over het vullen van een bijlage bij de krant: autorijden, lifestyle, reizen, wetenschap, technologie of gezondheid.
De redacteur van deze bijlage is verantwoordelijk voor het verzamelen van reclame voor de bijlage (om zo de drukkosten van de bijlage te laten betalen door de advertentieplaatser(s)), het maken van de redactionele inhoud, foto's en de opmaak van de bijlage.

## Financiering
Hoewel Die Matie een kleine subsidie van de studentenraad ontvangt, worden alle drukkosten en een aantal kosten van het onderhoud van het kantoor gedekt door de advertentieinkomsten, die onder de verantwoordelijkheid van een der redacteuren valt.